# Alessandro Velotto
Alessandro Velotto (ur. 12 lutego 1995 w Neapolu) – włoski piłkarz wodny, reprezentant Włoch, brązowy medalista olimpijski z Rio de Janeiro 2016, olimpijczyk z Tokio 2020, mistrz świata.

## Kariera reprezentacyjna
Z reprezentacją uzyskał następujące wyniki:
| Rok  | Impreza                                         | Miejsce        | Pozycja    |      |                                                 |             |            |
| ---- | ----------------------------------------------- | -------------- | ---------- | ---- | ----------------------------------------------- | ----------- | ---------- |
| Rok  | Impreza                                         | Miejsce        | Pozycja    | 2013 | Mistrzostwa Świata Juniorów w Piłce Wodnej 2013 | Szombathely | 1. miejsce |
| 2015 | Mistrzostwa Świata Juniorów w Piłce Wodnej 2015 | Ałmaty         | 2. miejsce |      |                                                 |             |            |
| 2015 | Mistrzostwa Świata w Pływaniu 2015              | Kazań          | 4. miejsce |      |                                                 |             |            |
| 2016 | Letnie Igrzyska Olimpijskie 2016                | Rio de Janeiro | 3. miejsce |      |                                                 |             |            |
| 2018 | Mistrzostwa Europy w Piłce Wodnej 2018          | Barcelona      | 4. miejsce |      |                                                 |             |            |
| 2019 | Mistrzostwa Świata w Pływaniu 2019              | Gwangju        | 1. miejsce |      |                                                 |             |            |
| 2020 | Mistrzostwa Europy w Piłce Wodnej 2020          | Budapeszt      | 6. miejsce |      |                                                 |             |            |
| 2021 | Letnie Igrzyska Olimpijskie 2020                | Tokio          | 7. miejsce |      |                                                 |             |            |